# Коэн, Роза Морисовна
Роза Морисовна Коэн (англ. Rose Cohen, 20 мая 1894 года, Лондон, Великобритания — 28 ноября 1937 года, Москва, Советский Союз) — подданная Великобритании, английская феминистка, суфражистка, член-основатель Коммунистической партии Великобритании, сотрудник Коминтерна (1920—1929), журналист, зав. иностранным отделом газеты «Москоу Дэйли Ньюс» (The Moscow News) (1931—1937).
В годы Большого террора арестована в Москве и расстреляна. Посмертно реабилитирована в Советском Союзе в 1956 году.

## Биография

### Ранние годы
Роза Коэн родилась в 1894 году в Лондоне, район Ист-Энд в семье евреев-эмигрантов из Лодзи. Её отец, Морис Коэн, был портным, но впоследствии открыл собственный бизнес и стал процветать. Роза стремилась к образованию и через образовательную ассоциацию рабочих она получила не только знания по экономике и политике, но также свободное знание трёх языков, что было большим достижением для дочери эмигрантов. Это позволило ей получить работу сначала в Лондонском городском совете (до 1917) и впоследствии в департаменте исследования труда (1917—1920), который в конце Первой мировой войны стал центром молодых левых интеллектуалов. Роза работала секретарём у Беатрисы Вебб и Сиднея Вебб. Роза, по воспоминаниям Мориса Реккитта, «обладала огромным обаянием и живостью» и «была, возможно, самым популярным человеком в нашем маленьком движении». В 1910-х годах состояла и активно участвовала в суфражистском движении в Великобритании, возглавляемой Сильвией Панкхёрст
. В 1920 году Роза Коэн стала членом-основателем коммунистической партии Великобритании, которую впоследствии возглавил Гарри Поллит.
По описанию современников Роза была «очаровательная, образованная, живая и очень красивая». Все мужчины, знавшие её, говорили о её улыбке, но упоминали, «что она сама не осознавала её волшебных качеств». У Розы было множество поклонников, самым упорным из которых был Гарри Поллит. На фотографии Розы, которая хранится в Национальном музее Истории (People’s History Museum) в Манчестере (Великобритания), находится надпись Гарри Поллита: «Розе Коэн — в которую я влюблён, и которая отвергала меня 14 раз».

### Работа вКоминтерне
В начале 1920-х Роза как агент Коминтерна путешествовала по миру. Ей поручали секретные миссии, которые включали не только передачу сообщений, но также и денег коммунистическим партиям. В 1922—1923 она провела длительные периоды в Советском Союзе, а также путешествовала в Финляндию, Германию, Литву, Эстонию, Латвию, Турцию, Францию, Норвегию, Швецию и Данию. Она была Коминтерновским курьером и передавала большие суммы денег коммунистическим партиям этих стран,.
В 1925 г. Роза работала в Советском посольстве в Лондоне и также провела несколько месяцев в Париже по секретному заданию Коминтерна и передала коммунистической партии Франции большие суммы денег. В 1925 г. Роза познакомилась с одним из руководителей Коминтерна Давидом Петровским, впоследствии ставшим её мужем.

### Жизнь в Москве
В 1927 г. Роза по заданию ЦК компартии Великобритании приехала в Москву на работу, в том же году вступила в ВКП(б). Деятельность Розы привлекла внимание британской контрразведки: ещё с конца 1916 г. за ней была установлена слежка, включая все письма и телефонные разговоры. Все транскрипты, записанные британской контрразведкой, были опубликованы в 2003 году.
В начале 1929 г. Роза Коэн вышла замуж за Давида Петровского и в декабре 1929 г. родила сына Алексея. В 1929 г. она провела шесть месяцев, путешествуя по Китаю и Японии, а также посетила Польшу и Германию с миссиями Коминтерна.

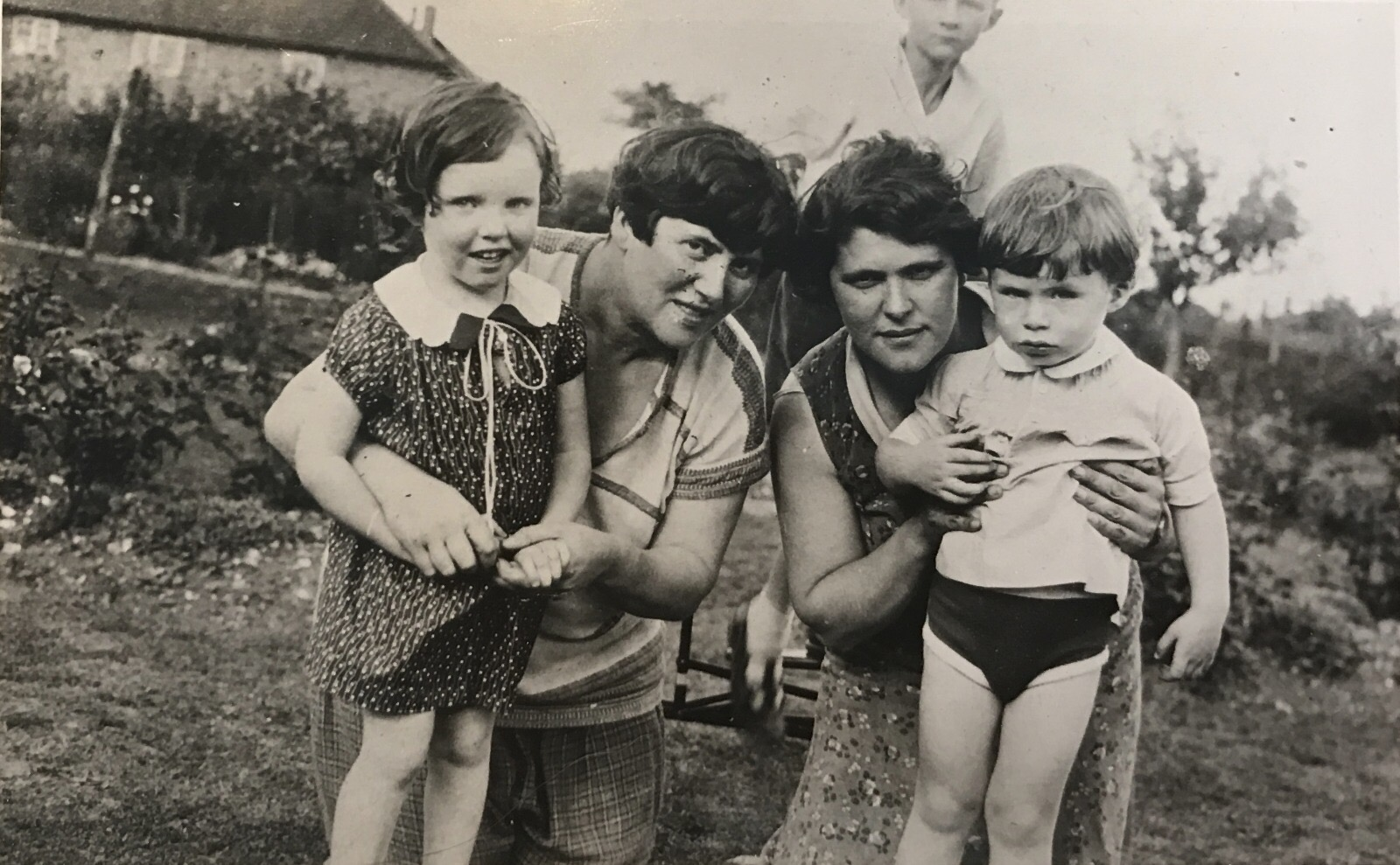
Роза и ее сын Алексей. Лондон, 1932 год.

В 1930-м Роза Коэн поступила в Международную ленинскую школу Коминтерна, а с 1931 г. — сотрудник и впоследствии зав. иностранным отделом газеты «Москоу Дэйли Ньюс» (The Moscow News). Роза Коэн и Давид Петровский были «золотой парой в обществе экспатриантов Москвы» и их квартира стала своеобразным салоном для живущих в Москве, а также приезжающих иностранцев.

### Жертвасталинского террора
Давид Петровский осознавал опасность, возникшую в Советском Союзе после убийства Сергея Кирова в 1934 году, которое стало катализатором большого сталинского террора.
Летом 1936 г. Роза хотела поехать в Лондон с сыном Алёшей: ей разрешили выехать одной, но без ребёнка. Её сестра, видевшая Розу в Лондоне, подумала, что Роза «несчастлива, и если бы не Алёша, то она не возвратилась бы».
Тогда же Давид Петровский оформил командировку в Америку для изучения опыта высших технических учебных заведений США,. Командировку разрешил его руководитель Серго Орджоникидзе — председатель Высшего Совета Народного Хозяйства (ВСНХ) и нарком тяжелой промышленности Советского Союза. Серго Орджоникидзе, близко знавший Сталина, как никто другой, видел что происходит в стране. Предвидя свою судьбу, он желал спасти Д. Петровского от сталинского террора и понимал, что тот, скорее всего, не возвратится из командировки. Роза и Давид пытались использовать свои поездки как возможность почти одновременно выехать из страны и спастись. Однако, не получив разрешение на выезд для своего сына, они остались в Советском Союзе.
В феврале 1937 года погиб Серго Орджоникидзе. В марте 1937 г. арестовали мужа Розы — Д. Петровского, её саму исключили из ВКП(б). 13 августа 1937 г. Роза была арестована. Ей предъявили обвинение: «член антисоветской организации в Коминтерне, шпионаж в пользу Великобритании, резидент английской разведки»,.
Розу Коэн сталинские застенки долго не могли сломать. До 29 октября 1937 года она отрицала все обвинения. Внесена в Сталинские расстрельные списки от 22 ноября 1937 года. 28 ноября 1937 г. на суде (начался в 14:20) — в закрытом судебном заседании, без участия обвинения и защиты и без вызова свидетелей, «в порядке закона от 1 декабря 1934» — Роза Коэн «виновной себя не признала, свои показания на предварительном следствии не подтвердила, так как они были даны ложно. Никаких секретных данных английской разведке она не передавала». От своих предварительных показаний она отказалась. Шпионажем она никогда не занималась. В своем последнем слове виновной себя не признала. Тем не менее приговор суда был оглашен, и в 14:40 заседание было закрыто. В тот же день Роза Коэн, английская коммунистка, была расстреляна.
Давид Петровский был расстрелян 10 сентября 1937 года (реабилитирован в 1958 году).

### Реакция Великобритании
Узнав об аресте Розы Коэн, коммунистические лидеры Великобритании Гарри Поллит и Уильям Галлахер обратились к Генеральному секретарю Исполкома Коминтерна Георгию Димитрову и его заместителю Мануильскому, и получили совет «не вмешиваться». Вследствие этого коммунистическая партия Великобритании не только не протестовала, но и не поддержала протест левых социалистов (письмо христианского социалиста Мориса Реккитта).
Британские коммунистические лидеры дискредитировали себя, но и британское правительство не спешило спасти жизнь своей подданной. Начали циркулировать слухи, что Роза приняла советское гражданство, что не соответствовало действительности: она оставалась подданной Великобритании до своей смерти. Запросы Беатрисы Вебб и Сиднея Вебб о Розе Коэн остались без ответа. Протест посольства Великобритании сильно запоздал и прозвучал только в апреле 1938 года. Этот протест не помог сыну Коэн и Петровского — Алексею. В 1937 году в семилетнем возрасте он был помещён в детский дом с клеймом «сын врагов народа». Сестра Розы и её братья сказали всем, что Роза и Алёша умерли от пневмонии и забыли о нём на 50 лет.

### Реабилитация и семья
После ХХ съезда Коммунистической Партии Советского Союза (февраль 1956 года) сын Розы Коэн — Алексей Петровский — подал заявление о пересмотре дела своей матери. 18 июля 1956 года Генеральный секретарь Компартии Великобритании Гарри Поллит направил письмо Первому секретарю Центрального Комитета Коммунистической Партии Советского Союза Никите Хрущёву с запросом прояснить для общественности и политических кругов Великобритании ситуацию с арестом Розы Коэн в 1937 году и её дальнейшую судьбу. 8 августа 1956 г. Военной коллегией Верховного суда Советского Союза приговор от 28 ноября 1937 г. был отменён, все обвинения против Розы Коэн были сняты, и дело было прекращено за отсутствием состава преступления. Роза Коэн как жертва политических репрессий была посмертно реабилитирована,.
Муж: Давид Петровский (1886—1937) — один из руководителей Коминтерна, государственный деятель Советского Союза. В 1937 году арестован по обвинению в контрреволюционной деятельности. Расстрелян 10 сентября 1937 года. Реабилитирован в 1958 году.
Сын: Алексей Петровский, после гибели своих родителей в 1937 году провел три года в детском доме. В 1940 году он был усыновлён двоюродной сестрой Давида Петровского Ревеккой Моисеевной Белкиной, врачом, а во время ВОВ — майором медицинской службы на фронте. Когда ей удалось добиться разрешения на усыновление Алексея, она находилась со своей семьей в политической ссылке по 58-й статье в Тобольске. Впоследствии Алексей Давидович Петровский (1929—2010) стал кандидатом технических наук и доктором геолого-минералогических наук, академиком РАЕН.
Внук: Михаил Алексеевич Петровский, кандидат физико-математических наук.